# Nickelodeon Days
Nickelodeon Days (tradotto in italiano: Giorni celesti) è un'antologia cinematografica del 1962 diretta e prodotta da Fred von Bernewitz includente vari spezzoni delle comiche dei migliori attori della commedia quali Laurel e Hardy, Buster Keaton e Charlie Chaplin.

## Alcune comiche montate nel film
- La strada della paura (1917)
- I poliziotti (1918)
- Saturday Afternoon (1926)